# Juno (jezioro)

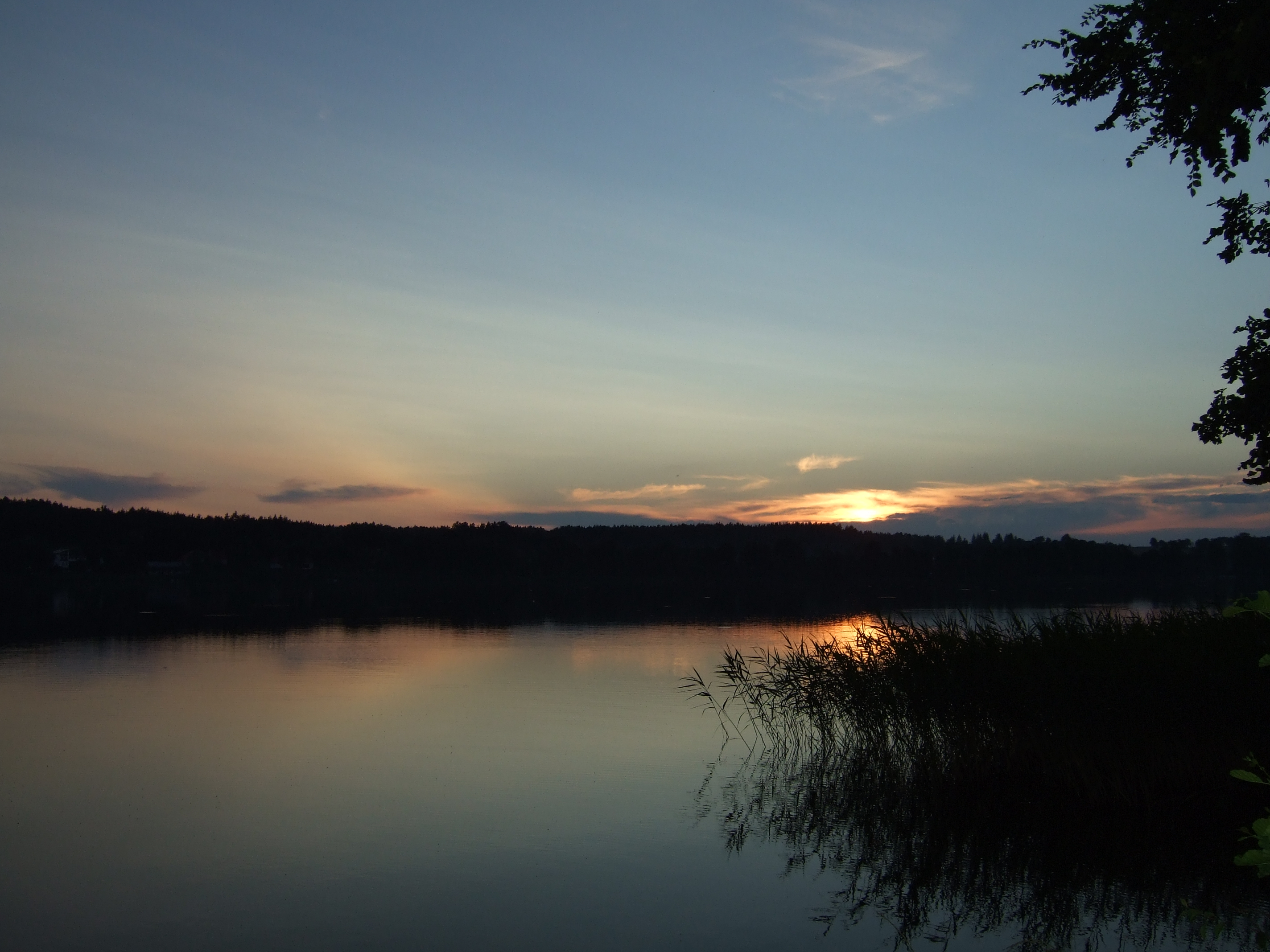
Jezioro Juno

Juno – jezioro polodowcowe, rynnowe na Pojezierzu Mrągowskim leżące w dorzeczu rzeki Guber w województwie warmińsko-mazurskim, na północ od Mrągowa.
Brzegi jeziora są wysokie, dostępne, z kępami lasu. Linia brzegowa urozmaicona. Juno połączone jest z Jeziorem Kiersztanowskim i Jeziorem Czos poprzez Jezioro Kot oraz Jezioro Czarne. Z południowego zachodu zasilane jest strugą zbierającą wodę z jeziorek: Piecuch, Średnie, Kociołek, Głębokie, która płynie tzw. Polską Doliną, którą stanowi głęboki, zalesiony wąwóz.